# إيناسيدينيب
إيناسيدينيب(Enasidenib )، الذي يباع تحت الإسم التجاري إدهيفا( Idhifa )، هو دواء يستخدم لعلاج سرطان الدم النقوي الحاد (AML) مع طفرات في جين إيزوسيترات ديهيدروجينيز 2 (IDH2).  تحديدا عندما تفشل العلاجات الأخرى.  و يعطى عن طريق الفم. 
تشمل الآثار الجانبية الشائعة لهذا العقار على: الغثيان و الإسهال و ارتفاع البيليروبين و فقدان الشهية.  إضافة إلى ذلك، قد تشمل الآثار الجانبية الخطيرة الأخرى على: متلازمة حمض الريتينويك،، و متلازمة تحلل الورم، و مشاكل الرئة، و العقم ، و مشاكل الكلى.  أما تناوله أثناء الحمل فقد يؤدي إلى الإضرار بالجنين.  يعمل عن طريق منع عمل IDH2 المتحور. 
تمت الموافقة على استخدام إيناسيدينيب طبيا في الولايات المتحدة في عام 2017.  تم رفض الموافقة عليه في أوروبا في عام 2019 بسبب عدم وجود أدلة كافية على الفائدة.  في الولايات المتحدة، تبلغ تكلفة العلاج لمدة شهر حوالي 29500 دولار أمريكي اعتبارًا من عام 2021. 